# IC 1845
IC 1845 је спирална галаксија у сазвјежђу Пећ која се налази на листи објеката дубоког неба у Индекс каталогу.
Деклинација објекта је - 27° 57' 39" а ректасцензија 2h 45m 37,1s. Привидна величина (магнитуда) објекта IC 1845 износи 13,2 а фотографска магнитуда 14,0. IC 1845 је још познат и под ознакама MCG -5-7-18, ESO 416-15, AM 0243-281, IRAS 02434-2810, PGC 10441.